# Tiamin oksidaza
Tiamin oksidaza (EC 1.1.3.23, tiaminska dehidrogenaza, tiaminska dehidrogenaza, tiamin:kiseonik 5-oksidoreduktaza) je enzim sa sistematskim imenom tiamin:kiseonik 5-oksidoreduktaza. Ovaj enzim katalizuje sledeću hemijsku reakciju
tiamin + 2 O2 +2O {\displaystyle \rightleftharpoons } tiamin sirćetna kiselina + 2H2O2
Ovaj enzim je flavoprotein (FAD). Njegov produkt se razlikuje od tiamin po zameni grupe -CH2.CH2.OH grupom -CH2.COOH. Dvostepena oksidacija teče bez otpuštanja intermedijernog aldehida iz enzima.

## Literatura
- Nicholas C. Price; Lewis Stevens (1999). Fundamentals of Enzymology: The Cell and Molecular Biology of Catalytic Proteins (Third изд.). USA: Oxford University Press. ISBN 019850229X.
- Eric J. Toone (2006). Advances in Enzymology and Related Areas of Molecular Biology, Protein Evolution (Volume 75 изд.). Wiley-Interscience. ISBN 0471205036.
- Branden C; Tooze J. Introduction to Protein Structure. New York, NY: Garland Publishing. ISBN 0-8153-2305-0.
- Irwin H. Segel. Enzyme Kinetics: Behavior and Analysis of Rapid Equilibrium and Steady-State Enzyme Systems (Book 44 изд.). Wiley Classics Library. ISBN 0471303097.

## Spoljašnje veze
- Thiamine+oxidase на 